# Sabicea discolor
Sabicea discolor là một loài thực vật có hoa trong họ Thiến thảo. Loài này được Stapf miêu tả khoa học đầu tiên năm 1905.